# جين سبيرلنغ
جين سبيرلنغ (بالإنجليزية: Gene Sperling) (و. 1958 – م) هو عالم اقتصاد من الولايات المتحدة الأمريكية. ولد في آن آربر، ميشيغان.
وهو عضو في الحزب الديمقراطي الأمريكي.

## التعليم
تعلم في جامعة مينيسوتا، وكلية ييل للحقوق.